# Záblatí (ort i Tjeckien, Vysočina)
Záblatí är en ort i Tjeckien.   Den ligger i regionen Vysočina, i den sydöstra delen av landet, 150 km sydost om huvudstaden Prag. Záblatí ligger 525 meter över havet och antalet invånare är 172.
Terrängen runt Záblatí är lite kuperad, och sluttar söderut.Runt Záblatí är det ganska tätbefolkat, med 65 invånare per kvadratkilometer. Närmaste större samhälle är Velké Meziříčí, 11,8 km väster om Záblatí. I omgivningarna runt Záblatí växer i huvudsak blandskog.